# Skirgaila
Skirgaila, död 1397, var en litauisk regent. Han var regerande storfurste av Litauen 1386–1392. Han regerade som samregent och i praktiken som guvernör för sin bror. 